# Lars Hjøllund
Lars Hjøllund Madsen (født 20. september 1977) er en dansk skuespiller.
Han er uddannet fra Skuespillerskolen ved Odense Teater i 2007 og har bl.a. medvirket i Jul i Gammelby og Terrorisme på Odense Teater. Han har også medvirket i Dyveke på Det Danske Teater (2008), Alt om min mor på Folketeatret (2009) og Mamma Mia! (2010).
I 2007 medvirkede han desuden i TV3-programmet Gudskelov du kom. 

## Filmografi
- 2900 Happiness (2007)
- Lærkevej (2010)